# Hands of Time
Hands of Time è il terzo album dei Kingdom Come pubblicato nel 1991 per l'etichetta discografica Polydor Records.

## Tracce
1. I've Been Trying (Wolf)
2. Should I (Tatum, Wolf)
3. You'll Never Know (Tatum, Wolf)
4. Both Of Us (Tatum, Wolf)
5. Stay (Tatum, Wolf)
6. Blood On The Land (Tatum, Wolf)
7. Shot Down (Tatum, Wolf)
8. You're Not The Only ... I Know (Tatum, Wolf)
9. Do I Belong (Tatum, Wolf)
10. Can't Deny (Marty Wolff, Wolf)
11. Hands Of Time (Tatum, Wolf)
12. Don't Need To Justify (Wolf)

## Formazione
- Lenny Wolf – voce, chitarra, basso
- Bert Meulendijk – chitarra
- Marco Moir – chitarra
- Blues Saraceno – chitarra
- Steve Burke – batteria
- Jimmy Bralower – batteria
- Koen van Baal – tastiere